# Fleshgod Apocalypse
Fleshgod Apocalypse — итальянская симфоник-дэт-метал-группа из Перуджи, основанная в 2007 году. В настоящее время группа подписана на лейбл Nuclear Blast.

## История

### Основание иOracles(2007—2009)
Fleshgod Apocalypse была создана в апреле 2007 года и записала свой первый демо-альбом — Promo '07 в 16th Cellar Studio с продюсером Стефано «Саул» Морабито. Демо был переиздан в следующем году в виде сплита с другими итальянскими группами: Septycal Gorge, Modus Delicti и Onirik. В том же 2007 году Fleshgod Apocalypse подписала контракт с Neurotic Records. В начале 2008 года группа гастролировала по Европе совместно с Behemoth, Origin, Dying Fetus, Hate Eternal, Suffocation, Napalm Death и некоторыми другими.
В мае 2008 года группа записала свой первый полноценный альбом — Oracles. В декабре того же года группа решила прекратить сотрудничество с Neurotic Records и подписала контракт с Willowtip Records, который и выпустил Oracles в 2009 году. Вскоре после выхода Oracles группа немного изменила свой состав: Томасо Рикарди стал вокалистом и ритм-гитаристом группы, сменив Франческо Паоли, пересевшего на ударные.

### MafiaиAgony(2009—2012)
В 2010 году был записан мини-альбом Mafia в 16th Cellar Studio и выпущен на лейбле Willowtip Records. Данный альбом включает в себя четыре новых трека и кавер-версию трека «Blinded by Fear» группы At the Gates. В 2010 году Fleshgod Apocalypse устроила тур по России.
До 2010 года текущий барабанщик Fleshgod Apocalypse — Франческо Паоли ушёл из группы Hour of Penance, в коей был вокалистом и сосредоточился на Fleshgod Apocalypse. В ноябре 2010 года группа подписала контракт на мировое турне с лейблом Extreme Management Group и начала создавать материал для второго полноформатного альбома.
В мае 2011 года группа подписала контракт на турне по всему миру с лейблом Nuclear Blast. За это время в группу пришёл ещё один новый член — Франческо Феррини.
Группа выпустила свой второй альбом — Agony 9 августа 2011 года в Северной Америке и 19 августа 2011 года в Европе.
Fleshgod Apocalypse приняли участие в The Summer Slaughter Tour в 2011 году в Северной Америке, наряду с Whitechapel и The Black Dahlia Murder. Группа гастролировала по США с Decapitated в конце 2011 года. В январе 2012 года Fleshgod Apocalypse гастролировала по Великобритании с The Black Dahlia Murder и Skeletonwitch. В марте 2012 года Fleshgod Apocalypse гастролировала по Южной Африке при поддержке местных дэт-метал групп.
22 декабря 2012 года группа выпустила клип на песню «The Forsaking» с альбома Agony.

### Labyrinth(2012—2016)
Третий альбом Fleshgod Apocalypse под названием Labyrinth был выпущен 16 августа 2013 года в Европе и 20 августа 2013 года в Северной Америке на лейбле Nuclear Blast. Labyrinth был записан со Стефано Морабито в студии 16th Cellar Studio. Альбом представляет собой концептуальный альбом о мифе про Лабиринт Кносса и его аналогиях с современностью.

### King(2016—2018)
Четвёртый альбом Fleshgod Apocalypse под названием King был выпущен 5 февраля 2016 года. Работа имела значительный успех, достигнув 4 места в чарте Top Heatseekers.
10 октября 2017 года было анонсировано, что вокалист Томмасо Риккьярди покидает группу. Ударник Франческо Паоли возвращается на место вокалиста. Гитаристом приглашён Фабио Бартолетти из Deceptionist. Давид Фолчитто пришёл в группу в качестве концертного барабанщика и остался с группой на два года.

### VelenoиNo(2019—н.в.)
В 2019 году Fleshgod Apocalypse выпустили свой пятый альбом Veleno. Альбом продолжил и расширил стиль, который они оттачивали с King, и сопровождался выпуском двух клипов, срежиссированных Джованни Буччи, на песни «Sugar» и «Monnalisa». Loudwire назвал его одним из 50 лучших метал-альбомов 2019 года, а Metal Hammer поставил его на 11 место в своём списке 2021 года 25 лучших симфоник-метал-альбомов за всё время. В апреле 2019 года было объявлено, что группа отправится в тур по Северной Америке с Hypocrisy.
В феврале 2020 года новым концертным барабанщиком группы стал Евгений Рябченко из Vital Remains. 18 декабря 2020 года группа выпустила новый EP под названием No вместе с новым клипом на заглавную композицию. В январе 2021 года они выпустили кавер-версию песни Blue (Da Ba Dee).
В феврале 2024 года группа подтвердила на своей странице в Facebook, что басист Паоло Росси покинул группу. Fleshgod Apocalypse пояснили, что его не заменят: место басиста временно займет Франческо Паоли, а чистый вокал будет исполнять Вероника Бордаччини. В марте 2024 года группа выпустила новый сингл, «Pendulum». В песне рассказывается о падении Паоли во время восхождения на гору в августе 2021 года, из-за которого группа ушла в перерыв.

## Состав
| - Франческо Паоли — основной вокал, бас-гитара, автор (2007—2009, 2017-н.в.), ударные (2009—2020), бэк-вокал, гитара (2009—2017) - Франческо Феррини — фортепиано, струнные, оркестровки (с 2010) - Евгений Рябченко — ударные (с 2020) - Фабио Бартолетти — соло- и ритм гитара, бэк-вокал (2020—н.в., в концертном составе с 2017) - Вероника Бордаччини — оперный вокал (2020—н.в., в концертном составе с 2011 по 2020-й год) | - Томмасо Риккьярди — вокал, ритм-гитара (2009—2017) - Франческо Струлья — ударные (2007—2009) - Кристиано Трионфера — бэк-вокал, соло-гитара (2007—2017) - Паоло Росси — бас-гитара, вокал (2007—2023) (в творческом отпуске) - Мауро Меркурио — ударные (2009) - Давид Фолчитто — ударные (2017—2020) |

## Дискография

### Альбомы
- Oracles (2009)
- Agony (2011)
- Labyrinth (2013)
- King (2016)
- Veleno (2019)
- Opera (2024)

### Демозаписи
- The Pain of Earth’s Dementia (2007)

### Мини-альбомы
- Mafia (2010)
- No (2020)

### Синглы
- Mafia (2010)
- The Fool (2016)
- Sugar (2019)
- Carnivorous Lamb (2019)
- Monnalisa (2019)
- The Day We'll Be Gone (2020)
- No (2020)
- Blue (Turns To Red) (2021)
- Pendulum (2024)
- Bloodclock (2024)

### Видеоклипы
| Название                            | Год  | Альбом    | Режиссёр                                |
| The Violation                       | 2011 | Agony     | Salvatore Perrone                       |
| The Forsaking                       | 2012 | Agony     | Salvatore Perrone & Fleshgod Apocalypse |
| Pathfinder                          | 2014 | Labyrinth | Francesco Paoli & Salvatore Perrone     |
| Epilogue feat. Veronica Bordacchini | 2014 | Labyrinth | Francesco Paoli & Salvatore Perrone     |